# Put Yourself in My Place (pesem, Kylie Minogue)
»Put Yourself in My Place« je pesem avstralske pop pevke Kylie Minogue, ki je leta 1994 izšel kot drugi singl z njenega albuma Kylie Minogue. Singl, ki ga je napisal in produciral Jimmy Harry, je izšel 14. novembra 1994 preko založb Deconstruction in Mushroom.

## Videospot
Videospot za pesem »Put Yourself in My Place« je ob izidu požel veliko uspeha. V videospotu, ki ga je režiral Kier McFarlane, se Kylie Minogue na začetku pojavi kot Jane Fonda v filmu Barbarella. Leta 1995 je na podelitvi nagrad Australian ARIA Music Awards prejel nagrado v kategoriji za »najboljši avstralski videospot«.
Izdali so več verzij videospota; v nekaterih so prizori bolj seksualizirani kot v drugih, v nekaterih pa je Kylie Minogue nosila bolj razkrivajoča oblačila kot v drugih. Poleg tega so posneli tudi različne videospote za različne verzije pesmi.

## Seznam verzij
CD1
1. »Put Yourself in My Place« (krajša radijska različica) – 3:37
2. »Put Yourself in My Place« (Danov razširjeni remix) – 5:48
3. »Put Yourself in My Place« (Danov klubski remix) – 7:03
4. »Confide in Me« (remix Phillipa Damiena) – 6:25

CD2
1. »Put Yourself in My Place« (radijska različica) – 4:11
2. »Put Yourself in My Place« (Driza-Boneov remix) – 4:50
3. »Put Yourself in My Place« (All-Starsov remix) – 4:54
4. »Where Is the Feeling?« (Moralesov remix) – 9:55

- V omejeni izdaji so v Združenem kraljestvu izdali tudi gramofonsko ploščo s singlom.

## Uradni remixi
1. »Put Yourself in My Place« (Danov remix stare šole) – 4:31
2. »Put Yourself in My Place« (akustična različica) – 4:46[2]

## Komercialnost
Pesem »Put Yourself in My Place« je na britanski glasbeni lestvici 26. novembra 1994 debitirala na sedemnajstem mestu in se že naslednji teden povzpela na enajsto mesto. Drugod po Evropi pesem ni požela toliko uspeha, razen v Nemčiji, kjer je na nemški lestvici zasedla sedeminosemdeseto mesto. Na avstralski lestvici je pesem 11. decembra 1994 debitirala na sedemnajstem mestu. Enajst tednov je ostala med prvimi petdesetimi pesmimi na lestvici in nazadnje zasedla enajsto mesto.

## Dosežki
| Lestvice (1994)                        | Dosežek |
| -------------------------------------- | ------- |
| Avstralija (ARIA)                      | 11      |
| Nemčija (Media Control Charts)         | 87      |
| Združeno kraljestvo (UK Singles Chart) | 11      |

| Leto | Država                              | Dosežek |
| ---- | ----------------------------------- | ------- |
| 1994 | Velika Britanija (UK Singles Chart) | 110     |
| 1995 | Avstralija (ARIA)                   | 92      |

## Nastopi v živo
Kylie Minogue je s pesmijo nastopila na naslednjih koncertnih turnejah:
- Intimate and Live Tour (akustična različica)
- On a Night Like This Tour (akustična različica)
- KylieFever2002 (zapela kot del točke »Mešanica jokavih balad«)
- Showgirl: The Greatest Hits Tour

S pesmijo je leta 2001 nastopila tudi v oddaji An Audience with....